# Uso temporal de vehículos

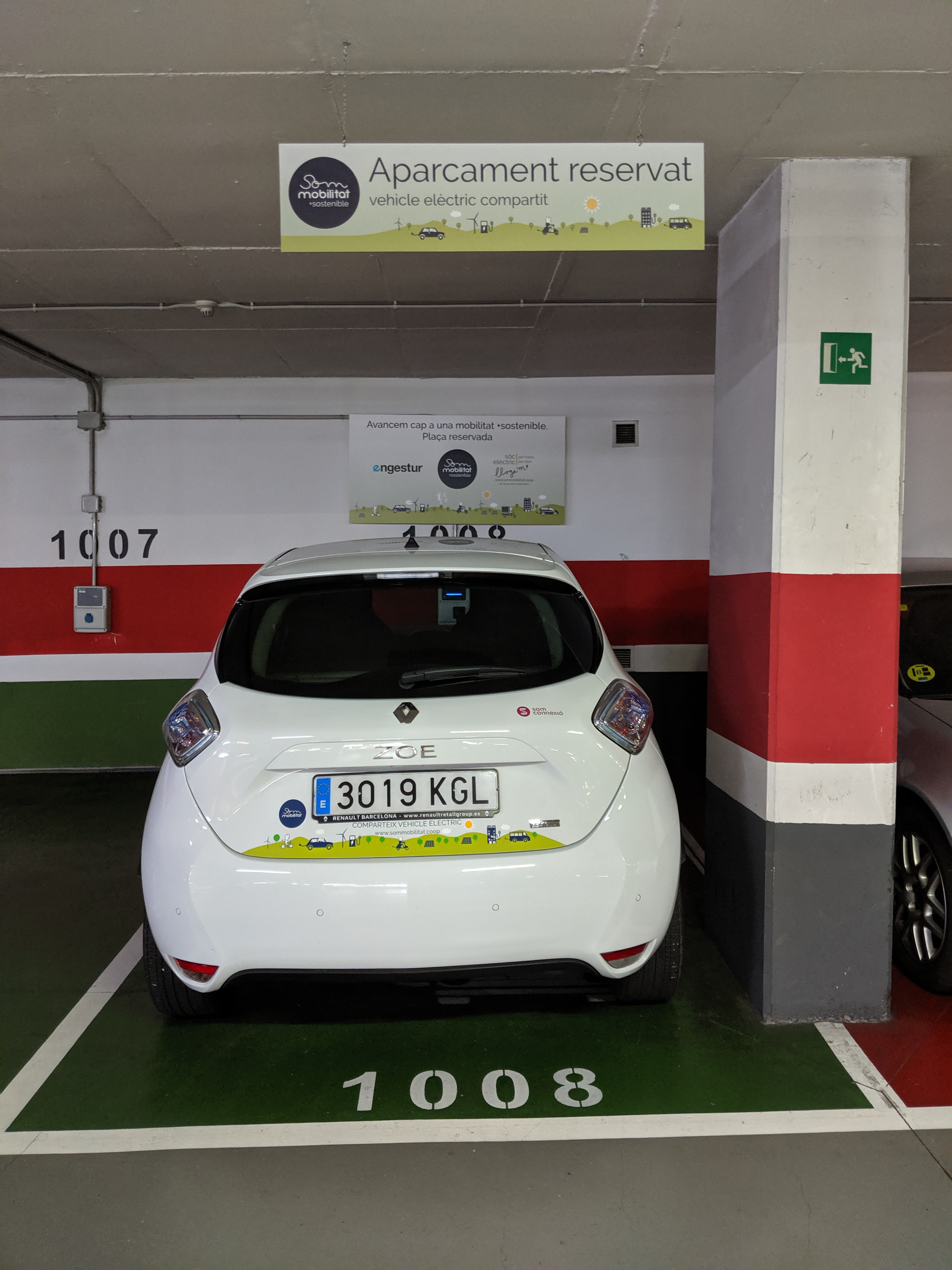
Renault Zoe de Som Mobilitat aparcado en el garaje de Pompeu Fabra (Badalona)

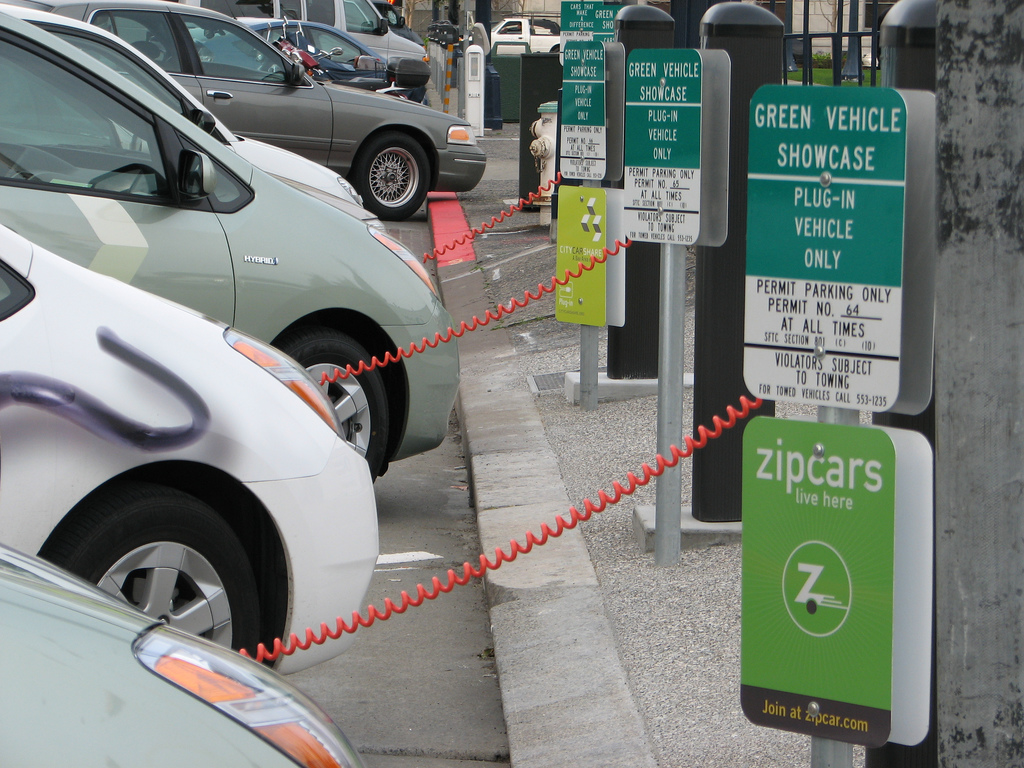
Toyota Prius enchufable de Zipcar recargando en una estación en frente del Ayuntamiento de San Francisco.

El uso temporal de vehículos, o vehículos compartidos, o préstamo de vehículos —también conocido por los términos en inglés car sharing o carsharing— es un modelo de alquiler de automóviles en el que el usuario alquila el vehículo durante cortos períodos de tiempo, habitualmente por una hora. Es atractivo para aquellos clientes que quieran hacer uso ocasional de un vehículo y para aquellas otras que quieran un acceso puntual a un tipo de coche diferente al que usan día a día. La organización del carsharing puede ser llevada a cabo por una empresa o por un conjunto de usuarios que conformen una asociación democráticamente controlada. Hoy en día existen más de seiscientas ciudades en el mundo donde la gente puede utilizar estos servicios.

## Historia del préstamo de vehículos
El concepto préstamo de vehículos nace en Suiza en 1948. Desde entonces muchos otros países de Europa y de Norteamérica se han adherido a esta nueva alternativa de movilidad, que ya cuenta con más de 900 000 usuarios a nivel mundial. Actualmente se calcula que el servicio de carsharing está presente en más de 600 ciudades de 18 países y 4 continentes, y cuenta con una flota de más de 30 000 vehículos.

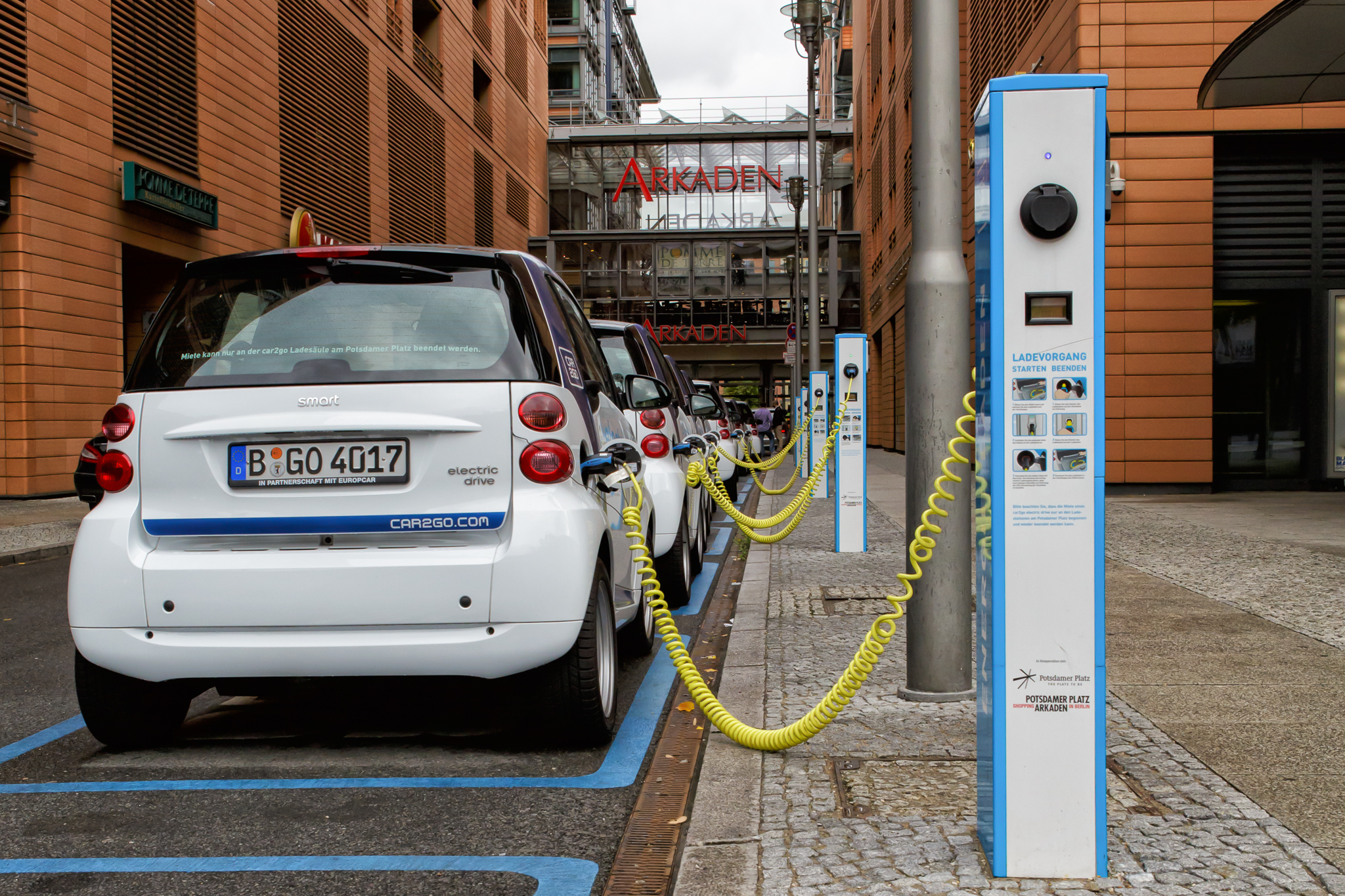
Coches eléctricos de car2go en Berlín.

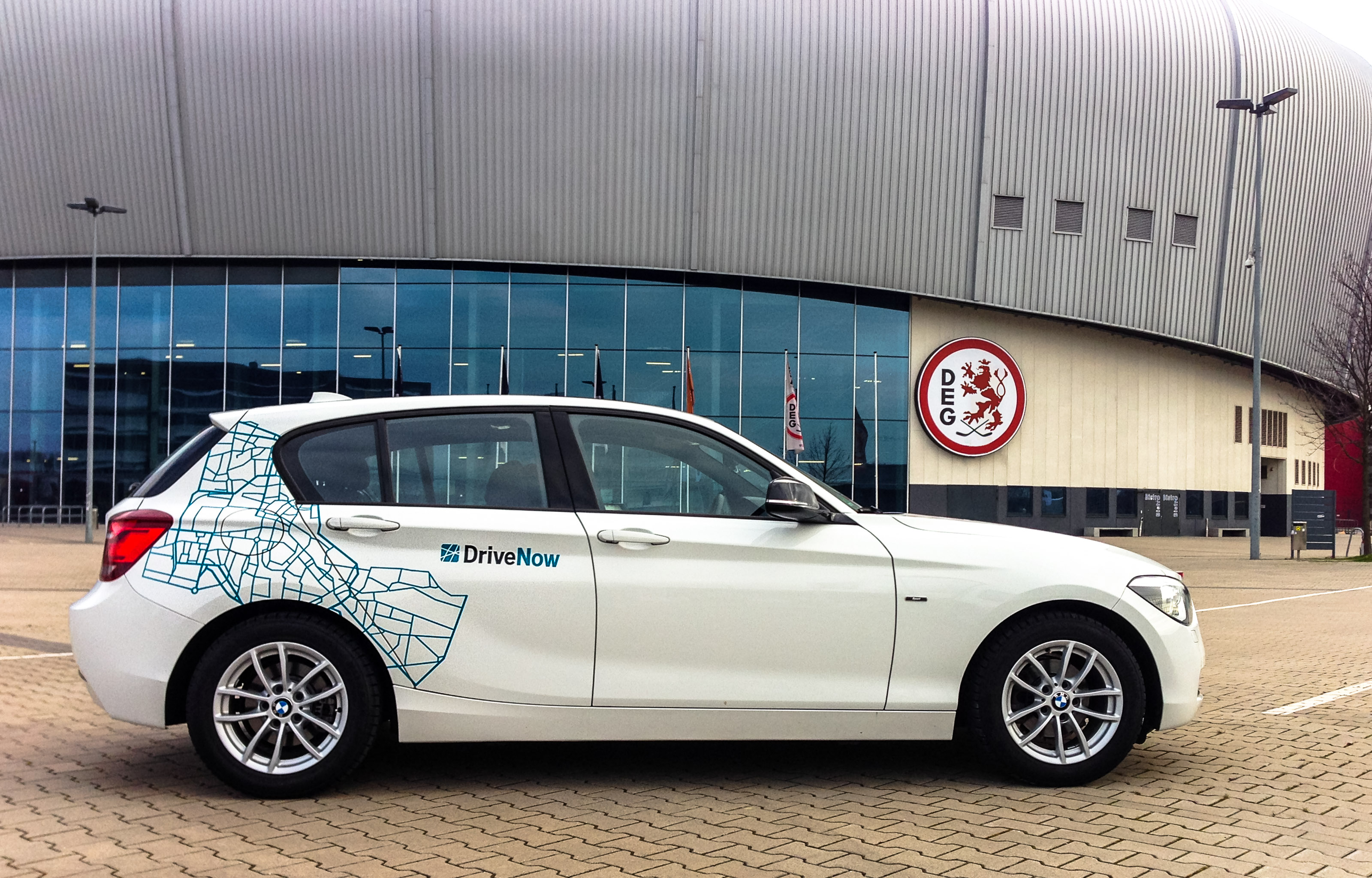
Coche de DriveNow BMW Serie 1

Las empresas dominantes en Europa son las empresas alemanas car2go con 1 000 000 socios y una flota de 13 500 vehículos (de los cuales 1 200 son eléctricos) y DriveNow con 500 000 socios y 3800 coches (hasta ahora solo presente en Alemania, Reino Unido, Suecia, Dinamarca y Austria). En Europa también está presente Zipcar, de Estados Unidos, que en todo el mundo tiene 10 000 coches, y está presente en España desde 2011 a través de Avancar que opera en Barcelona y del que en 2011 se convirtió en accionista mayoritario.
Hay operadores de carsharing en Argentina, Alemania, Austria, Bélgica, Chile, Holanda, Reino Unido, Suiza, Dinamarca, Finlandia, Francia, Italia, Noruega, Suecia, Rusia y España.

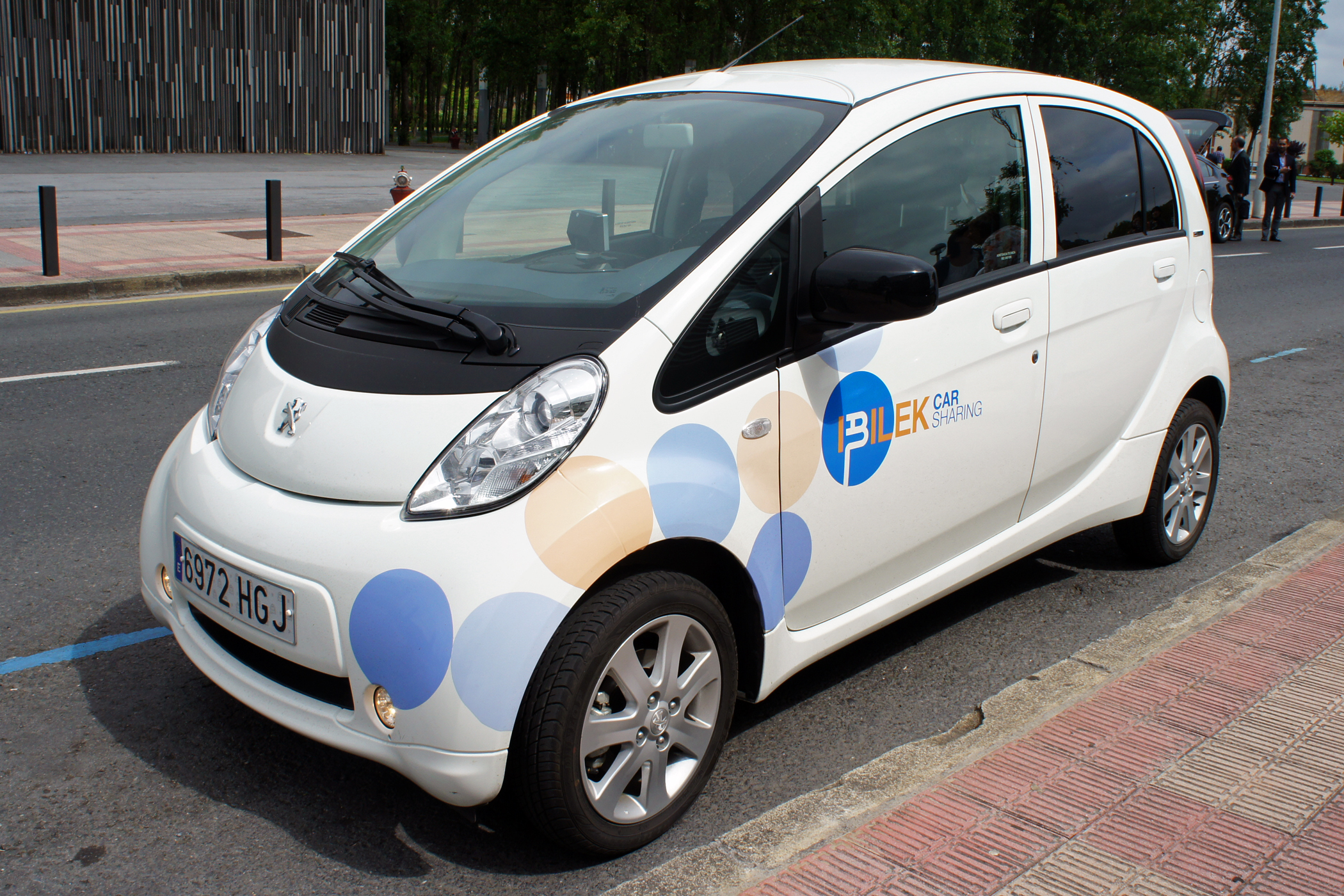
El coche eléctrico Peugeot iOn es parte de la flota del servicio de carsharing iBilek en Bilbao, España.

Como curiosidad, en el 85% de las ciudades con más de 5 000 habitantes de Suiza circulan vehículos en la modalidad de préstamo por horas. Según datos del operador "Mobility", el inventor del CarSharing, en Suiza el préstamo de vehículos ya tiene cerca de 131 700 usuarios, con una flota de 2950 vehículos disponibles en 1500 puntos. A la oferta original de alquiler de "ida y vuelta", se le han añadido opciones de "sólo ida" entre puntos determinados, de vehículos disponibles en grandes bloques de viviendas para el uso por todos los vecinos o para compartir los vehículos de empresa entre todos los empleados. La empresa Sharoo, también participada por "Mobility", por AMAG - importador del Grupo VW -, por la compañía de seguros "La Mobiliar" y por la cadena cooperativa de supermercados Migros (su filial de vehículos eléctricos M-Way), permite a particulares alquilar sus coches por horas. Y la empresa *Catch a Car", propiedad de una alianza entre AMAG, la empresa de seguros "Allianz" y "Mobility", permite en las ciudades de Basilea y de Ginebra alquilar coches por minutos en modalidad de "sólo ida". 

### El préstamo de vehículos en España

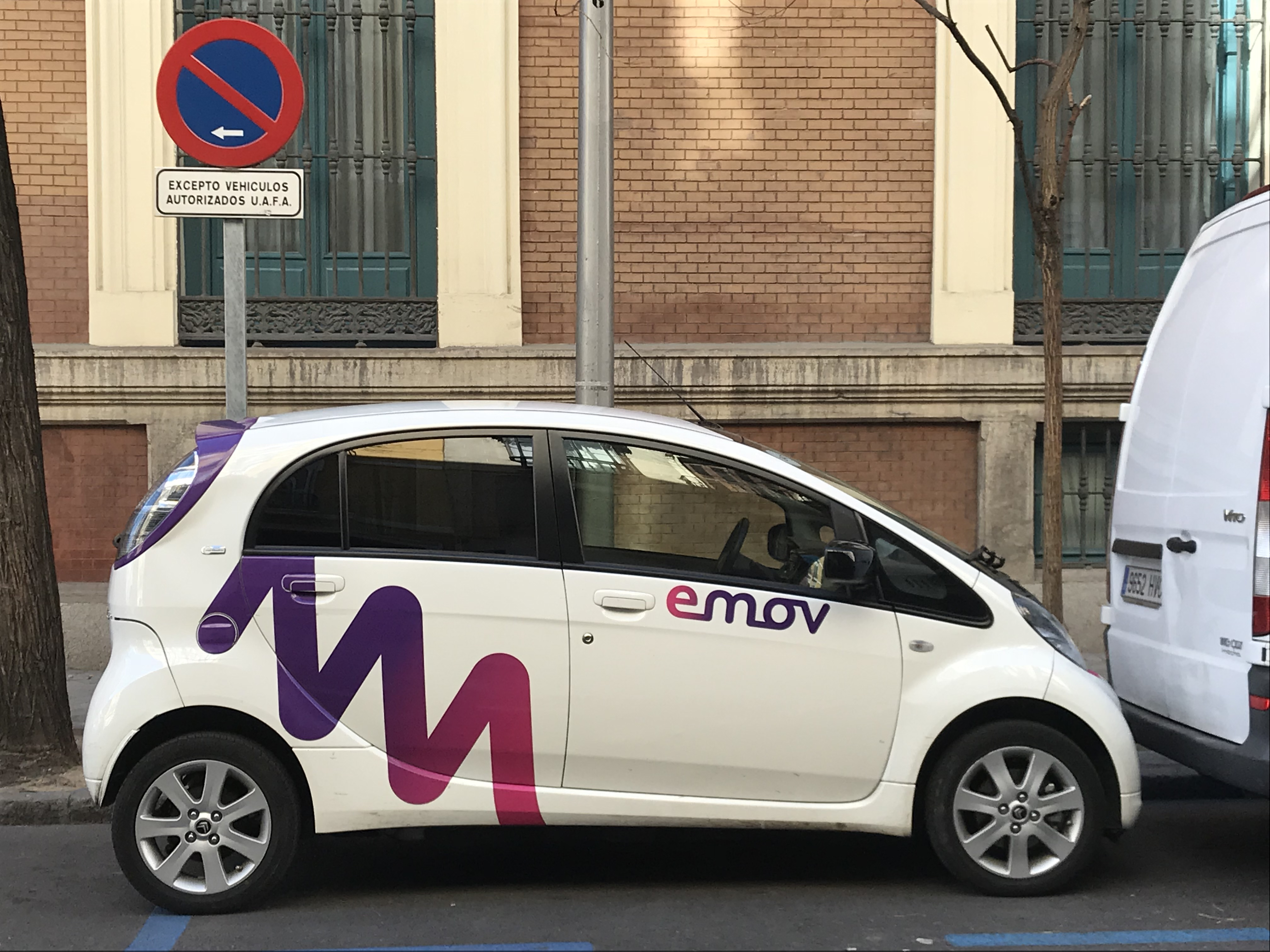
Un Citroën C-Zero de Emov en Madrid.

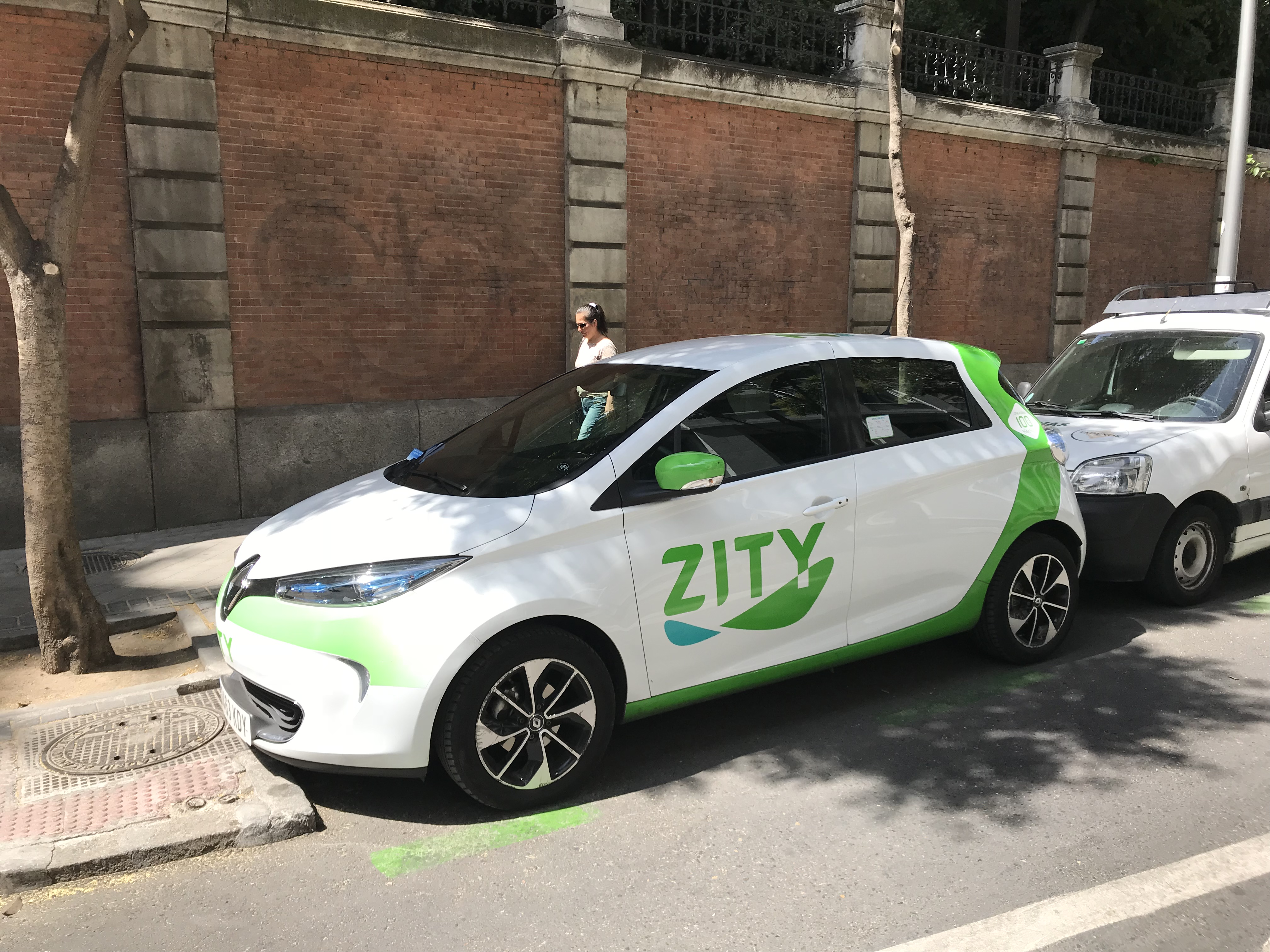
Un Renault ZOE de Zity en Madrid.

El primer operador español es Avancar que nace el año 2005 en Barcelona, convirtiéndose en el único operador de Cataluña. En la actualidad cuenta con más de 8000 socios y una flota de 120 vehículos. Otros operadores son Som Mobilitat, Respiro Carsharing, Bluemove carsharing, Clickcar, Car Sharing Navarra o Ibilek.
En Madrid existen cuatro empresas de alquiler de coches por minutos, todos ellos eléctricos. La primera en operar fue car2go (subsidiaria de Daimler y Europcar) que empezó en noviembre de 2015 con 500 coches modelo Smart ForTwo electric drive, la siguiente fue Emov desde diciembre de 2016 con 600 Citroën C-Zero (PSA Peugeot Citroën y Eysa), después se presentó ZITY (Ferrovial y Renault) en diciembre de 2017 con 500 Renault ZOE. A finales de enero de 2018 se presentó el cuarto operador, WiBLE (Repsol y Kia) , con 500 unidades del Kia Niro en su versión híbrida.

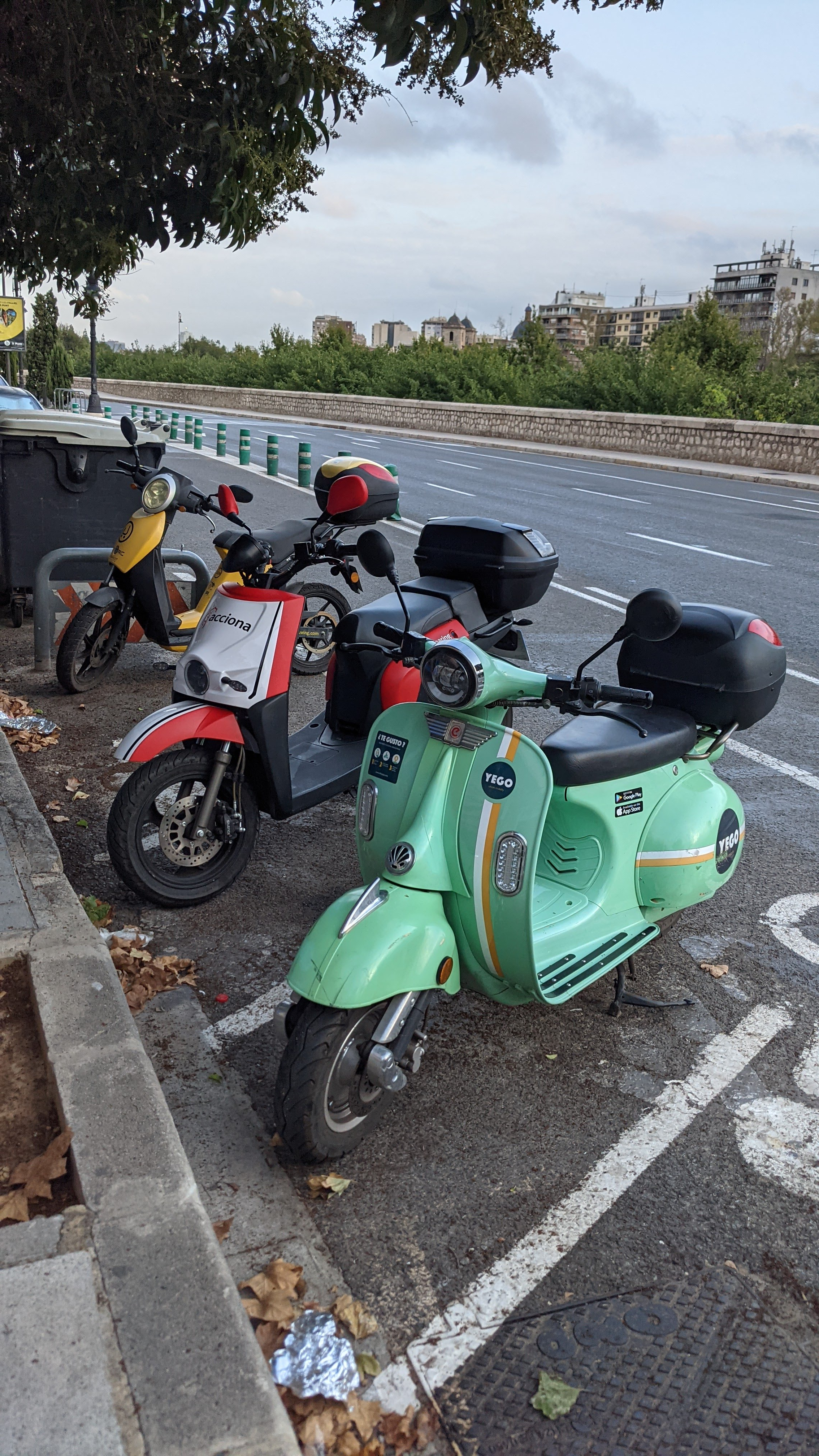
Scooters eléctricos de moto sharing, de las empresas Yego, Acciona y Muving, en un aparcamotos de Valencia.

También existen cuatro empresas de alquiler de motos eléctricas por minutos: eCooltra, Muving (que ha anunciado que se fusiona con Ioscoot), Movo (filial de Cabify y participada por Mutua Madrileña) y Acciona motosharing. 
La empresa COUP (propiedad 100% de BOSCH) anunció en noviembre el fin de sus operaciones. El hecho de que los coches eléctricos no deban pagar por la hora del Servicio de Estacionamiento Regulado y la total libertad de su uso en episodios de contaminación ha contribuido a su proliferación.

## Modelos eléctricos
Cada vez más ciudades comienzan a ofrecer servicio de alquiler temporal de automóviles eléctricos, como por ejemplo Madrid, Pamplona, Ámsterdam, Stuttgart, San Francisco, etc., para los que se comienza a utilizar puntos de recarga de electricidad renovable. París mantiene el éxito de alquiler de coches eléctricos desde hace más de dos años, también llamado autolib. El modelo Bolloré Bluecar, con más de 2000 vehículos, registra más de 10 000 reservas diarias. Algo similar ocurre en Lyon, donde Bluely se encarga de dar servicio a los ciudadanos, con el mismo modelo, desde octubre de 2013.
También se utiliza en estaciones de esquí por su nula emisión de humos. El buen funcionamiento en las ciudades ha impulsado a implantarlo en Alpe d´Huez, donde se podrán utilizar Renault Twizy adaptados a las necesidades de la estación de esquí. Por ello, los vehículos estarán equipados con ruedas de contacto y la parte trasera estará equipada con un portaesquís.